# Regno di Bone
Il regno di Bone o sultanato di Bone, fu uno degli stati principeschi componenti l'antica Indonesia, nella penisola di Sulawesi.

## Storia

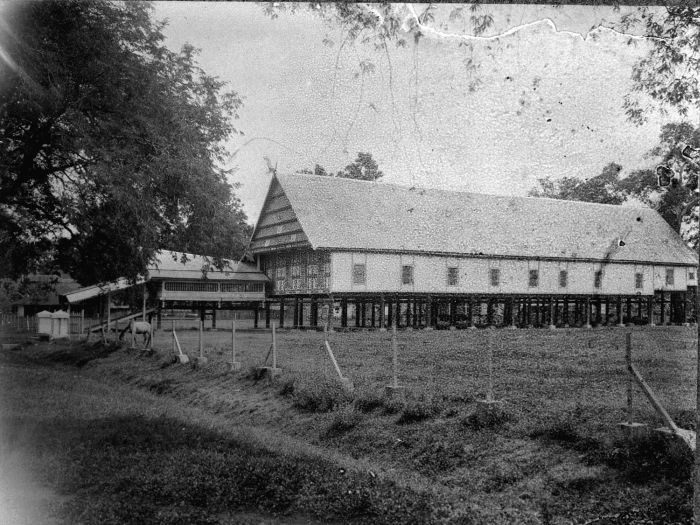
Il palazzo del sultano di Bone in una fotografia dei primi decenni del Novecento

Bone era un regno adat del popolo dei buginesi le cui origini risalivano al XV secolo. Le cronache del regno che sono giunte sino a noi forniscono informazioni dettagliate sui regnanti locali a partire da La Umasa, il primo sultano appunto che regnò nel XV secolo, sino a La Tenrtatta, che morì nel 1699. Sotto il governo di La Umasa e di suo nipote La Saliu (Kerrépelua) che gli succedette, Bone si espanse divenendo un vero e proprio stato oltre l'insediamento della capitale di Watampone. All'inizio del XVI secolo, il regno si espanse a nord, combattendo con il popolo dei Luwu per il controllo della foce del fiume Cenrana e per ottenere uno sbocco sulla costa orientale ed immettersi nel panorama dei commerci internazionali. Nel 1582 Bone sottoscrisse un'alleanza col regno di Wajo e col regno di Soppeng per una mutua difesa contro la crescente potenza del regno di Gowa-Tallo. Quest'alleanza divenne nota come LaMumpatue Ri Timurung (tradotto letteralmente "La sepoltura delle pietre a Timurung").
Nel 1605, nel corso del regno del decimo re di Bone, Latenri Tuppu Matinro Ri Sidenreng, il regno accolse l'islam come religione di stato causando un totale cambiamento della cultura locale, inclusi diversi aspetti del sistema regale. Lo stato di Bone iniziò dalla metà del XVII secolo un periodo di splendore e prosperità.
Bone divenne lo stato più potente del Sulawesi meridionale sotto il regno di La Tenritatta (1634/1635 – 1696), il quale si schierò con l'ammiraglio olandese Cornelis Speelman contro il regno makassarese di Goa-Tallo, il che portò alla sconfitta definitiva dei makassaresi nel 1669. Da quell'anno sino al 1814 quando gli inglesi presero temporaneamente il potere sulla regine, Bone fu la potenza principale del Sulawesi meridionale, con l'eccezione delle aree controllate dagli olandesi lungo la costa occidentale e meridionale, inclusa l'importante città-porto di Makassar. Quando gli olandesi tornarono a Makassar nel 1816, tentarono di ridurre lo status di Bone a quello di vassallo, incontrando una forte resistenza da parte dei regnanti locali. L'operazione venne portata a compimento solo nel 1860 quando, dopo la seconda guerra di Bone, il sovrano locale che venne posto sul trono dagli olandesi dopo lo scontro, accettò tale condizione.
Nel maggio del 1950, le dimostrazioni di piazza a Watampone contro il governo del sultano e la decisione presa quattro anni prima di aderire allo stato dell'Indonesia orientale, portarono all'ingresso dello stato nella nuova repubblica dell'Indonesia.

## Sultani di Bone

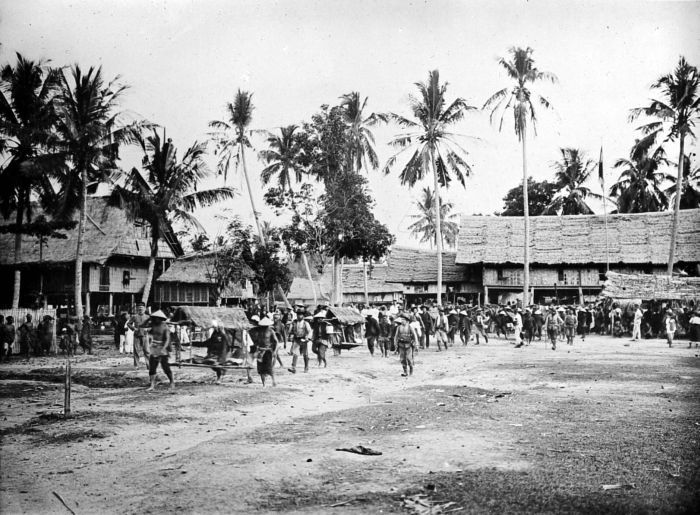
Il corpo delle guardie del re La Pawawoi attraversa un villaggio (1905)

- 1392-1424 : Mata Selompu Mapololiteng, Arumpone per la nobiltà di Bone
- 1424-1441 : La Wumassa, figlio del precedente
- 1441-1470 : La Saliwu Karaeng Pelua
- 1470-1490 : We Bar-ri Gau Daeng Marawa Arung Majang Makalappi Bisu-ri Patta-ri La We Larang, figlio del precedente
- 1490-1517 : La Tan-ri Sukki Mappanjugi, figlio del precedente
- 1517-1542 : La Wulio Boti, figlio del precedente
- 1542-1584 : La Tan-ri Rawe Bongkanke, figlio del precedente
- 1584-1595 : La Icha, figlio secondogenito di La Wulio Boti
  - 15XX-1590 : La Patawang, cognato del precedente
  - 1590-1595 : Dangka We Tan-ri Tuppu, figlia del precedente
- 1595-1607 : Dangka We Tan-ri Tuppu, regina
- 1607-1608 : Adam, fils de Wi-Limpa, figlia di La Wulio Boti
- 1608-1626 : Ala ud-din, figlio di La Icha
- 1626-1643 : Saleh ibni al-Marhum, figlio d'Adam
- 1643-1660 : To'Bala'
- 1660-1667 : Arung Amali, reggente
- 1667-1672 : Saleh ibni al-Marhum, restaurato
- 1672-1696 : Sa'ad ud-din, più conosciuto col nome di Arung Palakka, figlio di We Tan-ri Suwi, figlio d'Adam
- 1696-1714 : Idris Aziz ud-din, nipote del precedente
- 1714-1715 : MatinroE-ri Tipuluna, figlia del precedente
- 1715-1720 : Soliman ibni al-Marhum, figlia di Idris Aziz ud-din
- 1720 : MatinroE-ri Tipuluna, secondo regno
- 1720-1721 : Sahab ud-din Ismail ibni al-Mahrum, figlio di Idris
- 1721-1724 : Siraj ud-din ibni al-Marhum, cognato del precedente
- 1724-1738 : MatinroE-ri Tipuluna, terzo regno
- 1738-1741 : I-Danraja Siti Nafisah Karaeng Langelo binti al-Marhum, figlia di I-Tanitaja Maning Ratu Siti Amira, figlia di Sahab
- 1741-1749 : MatinroE-ri Tipuluna, quarto regno
- 1749-1775 : Abdul Razzaq Jalal ud-din ibni al-Marhum, figlio di Idris
- 1775-1812 : Ahmad as-Saleh Shams ud-din, fils de Daeng Matanang, figlia del precedente
- 1812-1823 : Muhammad Ismail Mukhtaj ud-din, figlio del precedente
- 1823-1835 : Salima Rajiat ud-din, figlia di Ahmad as-Saleh Shams ud-din
- 1835-1845 : Adam Nazim ud-din, figlio di Ahmad as-Saleh Shams ud-din
- 1845-1858 : Ahmad Saleh Muhi ud-din, nipote del precedente
- 1858-1860 : Abul-Hadi, figlio del precedente
- 1860-1871 : Ahmad Idris, fratellastro di Ahmad Saleh Muhi ud-din
- 1871-1895 : Fatima, figlia del precedente
- 1895-1905 : La Pawawoi Karaeng Sigeri, figlio di Ahmad Idris
- 1905-1931 : interregno
- 1931-1946 : Haji Andi Bacho La Mappanyuki Karaeng Silayar, figlio di We Tan-ri Padarang, figlia di Ahmad Idris
- 1946-1950 : Andi Pabenteng Daeng Palawa, figlio adottivo del precedente